# Carsten Niederberger
Carsten Niederberger (* 17. November 1979 in Heidenheim an der Brenz) ist ein ehemaliger deutscher Moderner Fünfkämpfer.
Nachdem Niederberger sich einige Zeit im Schwimmsport betätigt hatte, wandte er sich 1993 dem Modernen Fünfkampf zu. Im gleichen Jahr gewann er als Vierzehnjähriger die Deutschen Meisterschaften der C-Jugend. 1995 folgte die erste Einberufung ins Nationalteam des Deutschen Verbandes für Modernen Fünfkampf unter dem damaligen Bundestrainer Herbert Rieden.
Sportlicher Höhepunkt seiner Karriere war der Gewinn des Weltmeistertitels mit der Staffel bei den Weltmeisterschaften 2002 in San Francisco.
2005 zog sich Niederberger aus dem internationalen Wettkampfsport zurück und erklärte seine Karriere offiziell für beendet. Vorangegangen war ein jahrelanger Disput mit Bundestrainer Iri Zlatanov.
Carsten Niederberger ist Mitglied der Wasserballmannschaft im SV Heidenheim 04 (Verbandsliga Baden-Württemberg).

## Erfolge
- Deutsche Meisterschaften:
  - 1993: 1. (C-Jugend)
  - 1995: 1. (B-Jugend)
  - 1996: 1. (A-Jugend)
  - 1999: 1. (Junioren)
  - 2002: 3. (Herren)
- Europameisterschaften:
  - 1995: 3. (B-Jugend) Mannschaft
  - 1996: 3. (Junioren) Staffel
  - 1999: 3. (Junioren) Mannschaft
- Weltmeisterschaften:
  - 2001: 6. Mannschaft
  - 2002: 1. (Aktive) Staffel